# Aechmea zebrina
Espèce
Classification phylogénétique
Synonymes
- Platyaechmea zebrina (L.B.Sm.) L.B.Sm. & W.J.Kress

Aechmea zebrina est une espèce de plantes à fleurs de la famille des Bromeliaceae qui se rencontre de la Colombie à l'Équateur.

## Synonymes
- Platyaechmea zebrina (L.B.Sm.) L.B.Sm. & W.J.Kress[1],[2].

## Variétés
- Aechmea zebrina 'pink'

## Distribution
L'espèce se rencontre du sud de la Colombie à l'Équateur,.

## Description
L'espèce est épiphyte et peut atteindre jusqu'à 90 centimètres de hauteur Elle présente un feuillage vert sombre barré de bandes grises ou argentées sur le dessous des feuilles. L'inflorescence est de couleur jaune à orange.

## Galerie

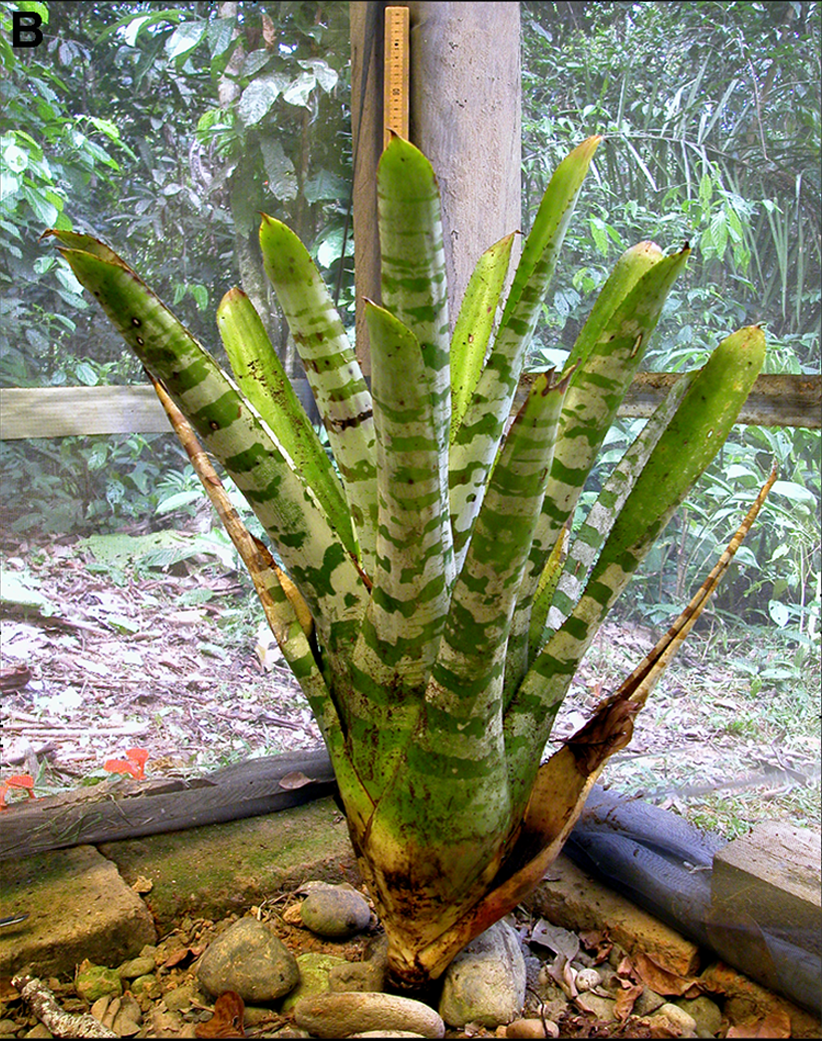
Un spécimen en culture